# ماریان میتاش
ماریان میتاش (انگلیسی: Marián Mitaš؛ زادهٔ ۲۴ سپتامبر ۱۹۸۰) بازیگر، دی جی رادیو و عروسک گردان اهل کشور اسلواکی است. وی از سال ۲۰۰۳ میلادی تاکنون مشغول فعالیت بوده‌است.
از فیلم‌ها یا برنامه‌های تلویزیونی که وی در آن نقش داشته‌است می‌توان به زمانه گرگ، همسر نگهبان باغ وحش، تومان، و میلادا اشاره کرد.